# Rodrigo Sánchez Rodríguez

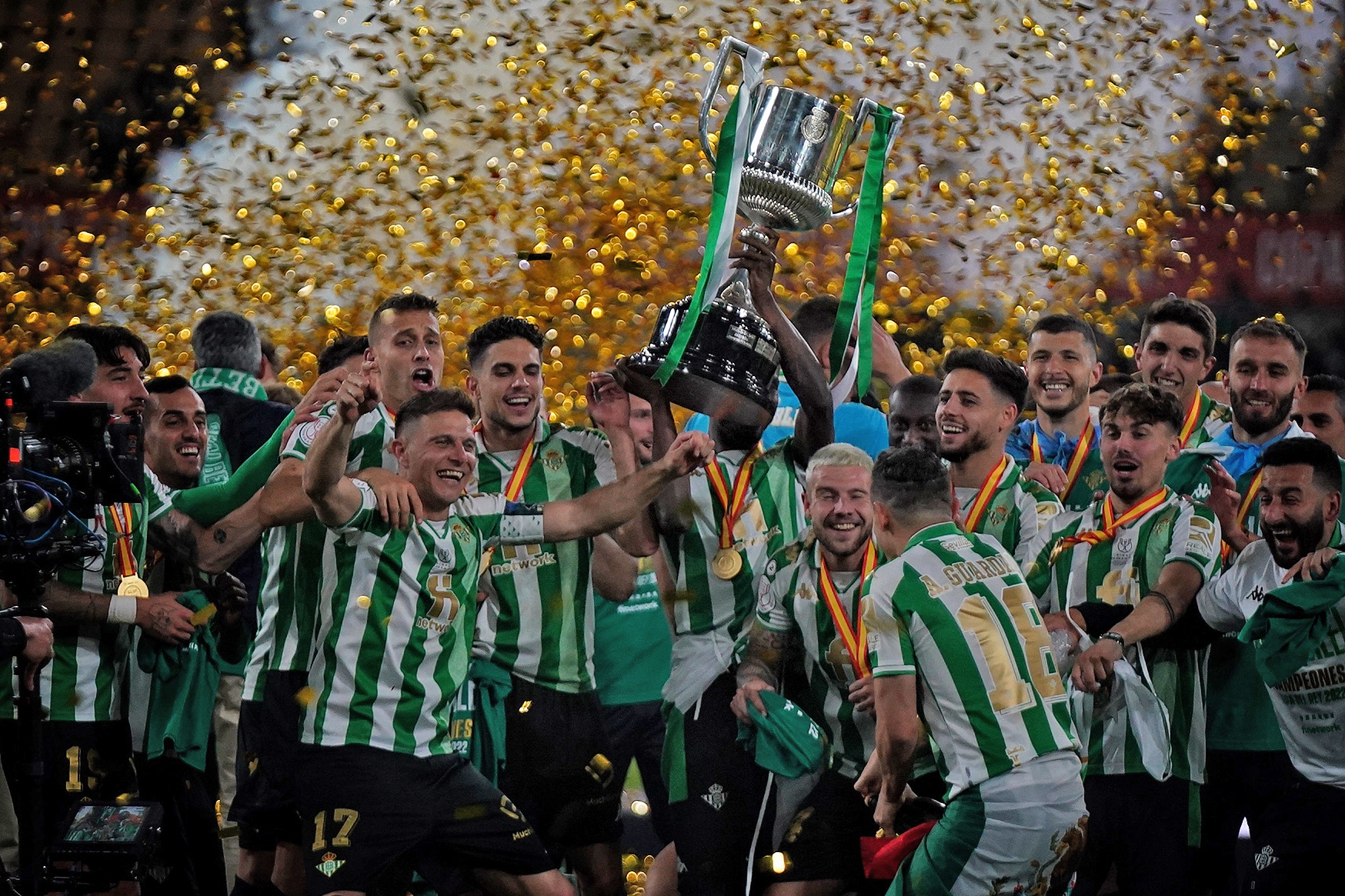
Celebración de los jugadores del Real Betis tras obtener el título de la copa del Rey en 2022.

Rodrigo Sánchez Rodríguez (Talayuela, Cáceres, España, 16 de mayo de 2000), conocido como Rodri, es un futbolista español que juega de centrocampista en el Al-Arabi SC de la Liga de fútbol de Catar. Como internacional español, ha jugado en la selección española sub-21.

## Trayectoria

### Inicios
En su etapa de formación pasó sucesivamente por las canteras del EF Talayuela, EF Morala, CD Canillas, Atlético de Madrid, RCD Espanyol, FC Barcelona, RC Deportivo de La Coruña y de nuevo en el EF Talayuela hasta 2016. Al llegar a su periodo juvenil, fue fichado por el Real Betis Balompié, debutando con el Betis Deportivo en Tercera Federación el 26 de agosto de 2018, ante el Conil CF, en la Jornada 1. Esa temporada jugó 35 partidos y anotó 3 goles.
En la temporada 2019/2020, logró ganar con el Betis Deportivo la Tercera Federación y ascender a Segunda Federación, tras vencer en la final al Ciudad de Lucena por cuatro goles a uno. Disputó un total de 29 partidos y metió 6 goles.

### Real Betis Balompié
Desde los inicios de la temporada 2020/21, compaginó su participación en el Betis Deportivo con los entrenamientos con la primera plantilla a las órdenes de Manuel Pellegrini. Debutó en Primera División el 7 de noviembre de 2020 ante el FC Barcelona en el Camp Nou, convirtiéndose de esta forma en el décimo futbolista nacido en la comarca del Campo Arañuelo en debutar en la máxima categoría nacional. Durante ese mes, amplió su contrato con el club verdiblanco hasta junio de 2024.
 Finalizó la campaña con un total de 19 partidos con el primer equipo y 9 con el segundo, anotó su primer gol en Copa del Rey, el 17 de enero de 2021, en El Molinón ante el Real Sporting.
En la temporada 2021/2022 se empezó hacer habitual en las alineaciones, marcando su primer gol en Primera División el 13 de septiembre, en la jornada 4, frente al Granada CF. Debutó igualmente en la UEFA Europa League el 30 de septiembre frente al Ferencváros TC en el Groupama Arena de Budapest. Ese mismo día fue convocado por la Selección Española Sub-21.
En enero de 2022, amplió su contrato con los verdiblancos hasta 2026 y elevó su cláusula de rescisión hasta cuarenta millones de euros. Terminó la campaña de forma exitosa con la obtención del título de campeón de la Copa del Rey y la clasificación para la UEFA Europa League, tras finalizar en 5.ª posición.
En octubre de 2023, prolongó su contrato con el Real Betis hasta el verano de 2028.

### Al-Arabi SC
Tras cinco temporadas con el Real Betis, el 8 de septiembre de 2024 anunciaría su marcha al Al-Arabi SC de la Liga de Catar firmando hasta 2027.

## Selección nacional

### Selección sub-21
El 8 de octubre de 2021 debutó con la selección española sub-21, en un partido de Fase de Clasificación para Eurocopa Sub-21 de 2023, que les enfrentó a la selección eslovaca sub-21 en el estadio de La Cartuja.
En 2023 disputó la Eurocopa Sub-21, en la que fue nombrado MVP en los dos primeros encuentros de la fase de grupos y consiguió el subcampeonato del torneo.

## Estadísticas

### Clubes
Actualizado al último partido disputado el 20 de diciembre de 2024.
| Club                              | Div.          | Temporada     | Liga  | Liga  | Liga   | Copas nacionales | Copas nacionales | Copas nacionales | Copas internacionales | Copas internacionales | Copas internacionales | Total | Total | Total  |
| Club                              | Div.          | Temporada     | Part. | Goles | Asist. | Part.            | Goles            | Asist.           | Part.                 | Goles                 | Asist.                | Part. | Goles | Asist. |
| --------------------------------- | ------------- | ------------- | ----- | ----- | ------ | ---------------- | ---------------- | ---------------- | --------------------- | --------------------- | --------------------- | ----- | ----- | ------ |
| Betis Deportivo Balompié · España | 3.ª           | 2018-19       | 35    | 3     | 0      | —                | —                | —                | —                     | —                     | —                     | 35    | 3     | 0      |
| Betis Deportivo Balompié · España | 3.ª           | 2019-20       | 29    | 6     | 0      | —                | —                | —                | —                     | —                     | —                     | 29    | 6     | 0      |
| Betis Deportivo Balompié · España | 2.ª B         | 2020-21       | 9     | 1     | 0      | —                | —                | —                | —                     | —                     | —                     | 9     | 1     | 0      |
| Betis Deportivo Balompié · España | Total club    | Total club    | 73    | 10    | 0      | 0                | 0                | 0                | 0                     | 0                     | 0                     | 73    | 10    | 0      |
| Real Betis Balompié · España      | 1.ª           | 2020-21       | 15    | 0     | 0      | 4                | 1                | 1                | —                     | —                     | —                     | 19    | 1     | 1      |
| Real Betis Balompié · España      | 1.ª           | 2021-22       | 21    | 1     | 2      | 4                | 0                | 1                | 3                     | 0                     | 1                     | 28    | 1     | 4      |
| Real Betis Balompié · España      | 1.ª           | 2022-23       | 30    | 2     | 3      | 3                | 0                | 2                | 6                     | 0                     | 2                     | 39    | 2     | 7      |
| Real Betis Balompié · España      | 1.ª           | 2023-24       | 19    | 0     | 0      | 2                | 3                | 2                | 5                     | 0                     | 0                     | 26    | 3     | 2      |
| Real Betis Balompié · España      | 1.ª           | 2024-25       | 3     | 0     | 0      | 0                | 0                | 0                | 2                     | 1                     | 1                     | 5     | 1     | 1      |
| Real Betis Balompié · España      | Total club    | Total club    | 88    | 3     | 5      | 13               | 4                | 6                | 16                    | 1                     | 4                     | 117   | 8     | 15     |
| Al-Arabi Doha Catar               | 1.ª           | 2024-25       | 8     | 1     | 5      | 6                | 1                | 5                | —                     | —                     | —                     | 14    | 2     | 10     |
| Al-Arabi Doha Catar               | Total club    | Total club    | 8     | 1     | 5      | 6                | 1                | 5                | 0                     | 0                     | 0                     | 14    | 2     | 10     |
| Total carrera                     | Total carrera | Total carrera | 169   | 14    | 10     | 19               | 5                | 11               | 16                    | 1                     | 4                     | 204   | 20    | 25     |

## Palmarés

### Títulos nacionales
| Título             | Club                | País   | Año  |
| ------------------ | ------------------- | ------ | ---- |
| Tercera Federación | Betis Deportivo     | España | 2020 |
| Copa del Rey       | Real Betis Balompié | España | 2022 |